# Povos indígenas do Paraná

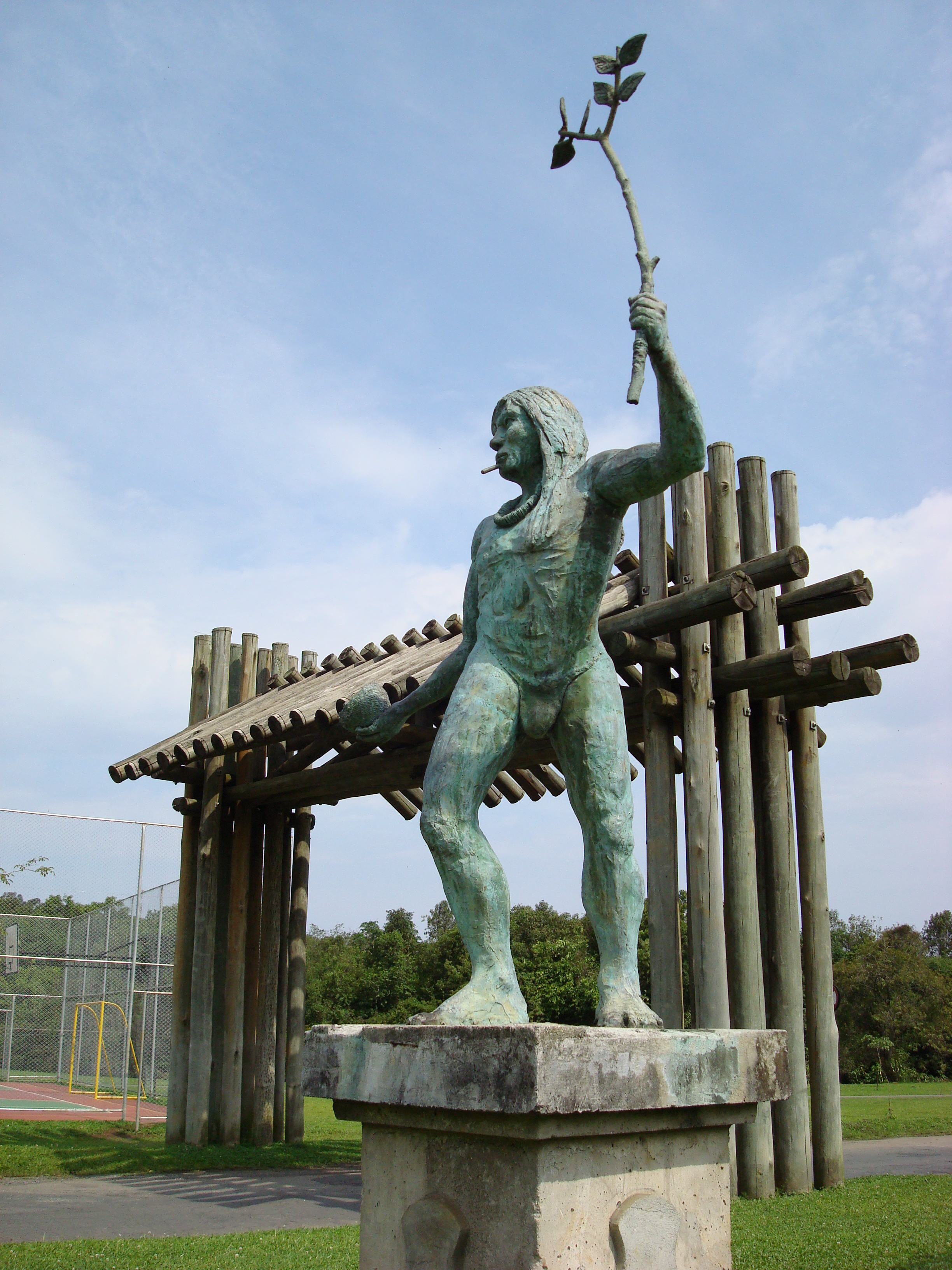
Estátua do Cacique Tindiqüera em homenagem ao povo tingüi, no Parque Tingui, em Curitiba.

Os povos indígenas do Paraná eram pertencentes a duas grandes áreas culturais: a da floresta tropical e a marginal. No primeiro grupo está a grande família tupi-guarani, com a numerosidade de suas tribos e no segundo a grande maioria da família jê.
De acordo com Curt Nimuendaju, as mais importantes tribos que pertencem às áreas culturais, assim se distribuíam em território paranaense: os tupis eram predominantes no litoral e a nordeste e oeste do estado. Foram estes índios os primeiros a contatar com os portugueses.
Entre os macro-jê mereceram destaque os caingangues e xoclengues (botocudos). Esta área cultural não teve chegada ao fato de que os etnógrafos do Paraná estudassem bem, o que esvazia um pequeno espaço a preencher no trabalho de estudar a pré-história paranaense. O estudo dos indígenas tem grande complicação, porque os autóctones corriam frequentemente pelo sertão, o que torna grandemente difícil o fato de localizar uma tribo, e mesmo a causar confusão com as tribos entre si.

## Diferenças étnicas

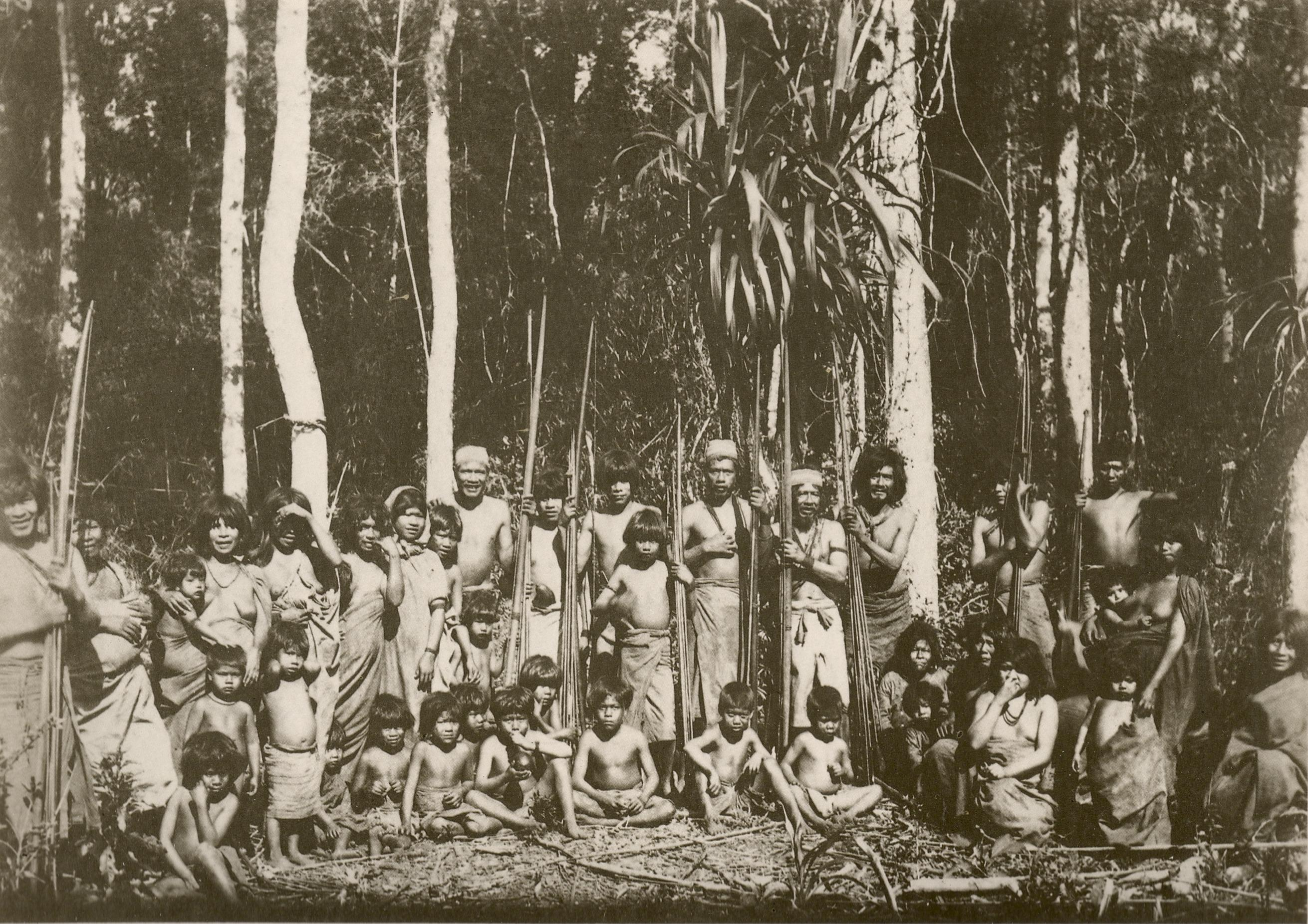
Índios caiouás em 1860 no Paraná. Atualmente os indígenas representam menos de 1% dos paranaenses.

Quando os portugueses se contataram com os nativos, tiveram melhor capacidade de entendimento com os tupis-guaranis do que com os jê. Deve isso ao maior avanço dos tupi-guaranis serem em relação aos gês. As técnicas que os primeiros utilizaram, no trabalho de confeccionar seus utensílios, tinham muito mais avanço do que o trabalho dos jê. É verdade que ambas as nações foram de encontro ainda na Idade da Pedra Polida, porém, de forma incontestável os tupis tinham o maior avanço. Sua atividade econômica era agricultura de subsistência. Eram plantadores de milho, mandioca, algodão e fumo. Não tinham conhecimento do arado, mas praticavam a plantação em covas, que abriram no chão com paus dotados de pontas. O tempo de duração de suas roças era de 5 a 6 anos num certo lugar, até causar o esgotamento da caça ao redor, provocando o deslocamento para outras paragens de maior favorabilidade. Sua alimentação era completada com os produtos de coleta, quais sejam: frutas, raízes, larvas, mel, erva-mate, jerivá, etc.
Os tupi-guaranis contribuíram para o desenvolvimento de uma cerâmica que tivesse maior avanço, produzindo a confecção da quantidade em abundância de recipientes e vasilhas de barro cozido. Ainda eram fabricantes de uma variedade de cestas e peças, com fibras e taquaras. Faziam uso do algodão nativo para fiar. Com o fio eram realizadores da grandiosidade de trabalhos de tecelagem, dos quais merecem destaque a rede de dormir (eni) e tecidos com bastante aperfeiçoamento. A ocas em que os indígenas moravam eram feitas de estacas de madeira com cobertura de folhas extraídas da palmeira e do butiá.
Mas, uma das maiores conquistas que os tupis-guaranis tiveram foi dominar da técnica de eliminar o ácido dihidrocianídrico, que tem muito veneno. O ácido dihidrocianídrico existe na raiz da mandioca. O fato de utilizar tal técnica tornou possível o trabalho de fabricar a fartura de farinha da mesma em abundância, tornando fácil de maneira enorme a alimentação.

## Divisão do trabalho
Na sociedade tribal em que o índio paranaense vivia, um dos elementos que mais advertiu o caucasiano foi o trabalho dividido entre o homem e a mulher. A mulher era a dona de casa que trabalhava. Fazia o preparo da comida, era cuidadosa com as crianças, preparava a confecção das peças feitas de cerâmica, trabalhava na feitura da farinha de mandioca, entrelaçava os fios da rede e tomava conta do trabalho de plantar. O homem, por sua vez, se interessava pelos trabalhos de caçar, de pescar, de derrubar o mato para as mulheres praticarem o cultivo de produtos agrícolas, de fabricar armas, de construir as ocas e as pirogas; também se responsabilizavam por promover a segurança da tribo.

## Contribuições do indígena
Quanto ao paranaense são muitas as contribuições influenciadas pela herança indígena, seja no trabalho do dia-a-dia, ou em seus usos e costumes:
- influência étnica: os milhares de habitantes indígenas do Paraná  em sua grande maioria passaram por eliminação de maneira definitiva ou passaram por incorporação à sociedade, miscigenados.[3]
- vocabulário: é grande a quantidade dos termos que se originaram do tupi-guarani ou gê no linguajar do dia-a-dia, como por exemplo: Paraná, Curitiba, Paranapanema, Paranaguá, Iguaçu, Tibagi, Marumbi, canjica, butiá, vossoroca, guri, etc. A língua indígena contribuiu com nomes de acidentes geográficos, como rios, serras, picos, etc.[3]
- alimentação: o uso da farinha de mandioca tem grande difusão entre a população. Esta farinha era importante para o índio como a farinha de trigo era importante para o caucasiano. O trabalho de eliminar o ácido venenoso possuído pela mandioca brava, tornou proporcional uma fonte de alimento dotada de grandeza para os índios. Atualmente, se conhece o seu uso na totalidade das camadas sociais. Também o mingau, canjica, paçoca e outros alimentos, tiveram o seu uso que se originou dos índios;[3]
- A eni (rede) utilizada pelo caucasiano, que atualmente generalizou o uso deste utensílio doméstico, foi usada pelos índios para repousar na dormida em suas ocas, porque não eram conhecedores da cama;[3]
- a erva-mate: foram os índios da família guarani que deram orientação ao homem branco de como se utiliza essa erva. Atualmente, tem utilizado definitivamente nas tradições culturais da Região Sul do Brasil, constituindo-se num chá quente, gelado ou do tradicional chimarrão;[3]
- o fumo: os europeus não eram conhecedores do fumo. Os colonizadores apenas passaram a ter conhecimento dele na América. Os índios eram utilizadores desse vegetal, aspirando o fumo em cachimbos feitos de barros. Atualmente, seu uso é universal, constituindo-se em cigarro e charuto;[3]
- o costume do banho diário e do cabelo de loção; são elementos que o colonizador português aprendeu com os indígenas.[3]

## Sambaquis
No Paraná, um dos principais vestígios arqueológicos deixados pelos indígenas são os sambaquis, encontrados no litoral. São conchas, ostras, ossos de animais sobretudo marinhos e pedras, amontoados irregularmente, nos quais encontra-se farto e abundante material arqueológico.
Discutiu-se muito a respeito da origem desses sambaquis. Uns defendiam a tese da origem natural, segundo a qual as águas marinhas teriam acumulado este volumoso material. Hoje, é ponto pacífico sua origem artificial. Sambaquis seriam restos de cozinha indígena, acumulados em vários séculos. Predominam, nestas jazidas arqueológicas, evidências de pedra, osso e cerâmica, trabalhados pela mão indígena. Estas amostras permitem formar uma ideia de como vivia o homem pré-histórico na região. As peças indígenas ali encontradas que mais chamam a atenção são os zoolitos, figuras de pedra, reproduzindo geralmente aves, animais ou peixes, de uma escultura rudimentar.
Antigamente, as populações litorâneas denominavam os sambaquis de ostreiras. Estes não foram feitos por uma só tribo. Os grupos humanos que do planalto desciam para o litoral atraídos pela vida ligada ao mar, conseguiam expulsar por vezes grupos indígenas que ali se encontravam. Estabeleciam-se de preferência em mangues, onde se arranchavam. Deste ponto partiam para a procura e coleta de animais marinhos. Com seu consumo sustentavam-se durante o tempo que durasse sua estada no local. As carnes eram secadas ao sol e levadas posteriormente para a sede de suas aldeias. As conchas, carapaças e outras partes resistentes eram acumuladas em montões, ao lado do acampamento, chegando alguns deles a formar verdadeiras elevações. Desses sambaquis ou ostreiras é que foi retirada a matéria prima com a qual se fazia a cal para as edificações das vilas litorâneas.
Se acontecia que algum índio morresse durante o período de pescaria, era enterrado nestes montes e coberto com as conchas do sambaqui. Com o recuo lento e progressivo do mar nos últimos milênios, muitos desses sambaquis ficaram a vários quilômetros da atual linha do litoral.

## Chegada dos portugueses
Os primeiros índios paranaenses que entraram em contacto com os portugueses foram os carijós, que habitavam o litoral. Estes eram inimigos dos tupininquim, que habitavam o litoral de São Paulo. Por esse motivo, inicialmente combateram também os portugueses, que eram aliados dos tupiniquins. Este fato foi explorado contra os portugueses por Ruy Moschéra, espanhol que se estabeleceu ilegalmente em Iguape, em 1531. A destruição da expedição que em 1531, com 80 homens, Martim Afonso de Sousa enviou para os sertões à procura de ouro, chefiada por Pero Lobo, seria obra de Ruy Moschéra.
Em 1562, alguns jesuítas, aproveitando a companhia de espanhóis que partiram a pé de São Vicente até o Prata, chegara ao território paranaense, com o objetivo de catequizá-los. Foram trucidados pelos carijós, pois foram considerados como espiões dos tupiniquins.
Entretanto, apesar destes revezes, os jesuítas da Casa da Missão de São Vicente continuavam enviando esporadicamente catequistas para os indígenas, não só carijós como os do planalto curitibano. Em 1545, o espanhol Álvar Núñez Cabeza de Vaca, que da ilha de Santa Catarina dirigiu-se até Assunção no Paraguai, encontrou, nas margens do rio Iguaçu, um índio já convertido pelos jesuítas portugueses. No início do século XVII, os padres jesuítas fundaram uma Casa de Missão em Cananeia, donde continuaram a enviar missionários para o sul.
Um dos jesuítas que mais se tornou conhecido pelo seu trabalho com os índios do Paraná foi o padre Leonardo Nunes, cognominado pelos carijó de araré-bebe (padre voador). Em 1605, os padres João Lobato e Jerônimo Rodrigues trabalhavam entre os carijós. Em 1690, trabalhava com o gentio de Curitiba o padre Melchior de Pontes.

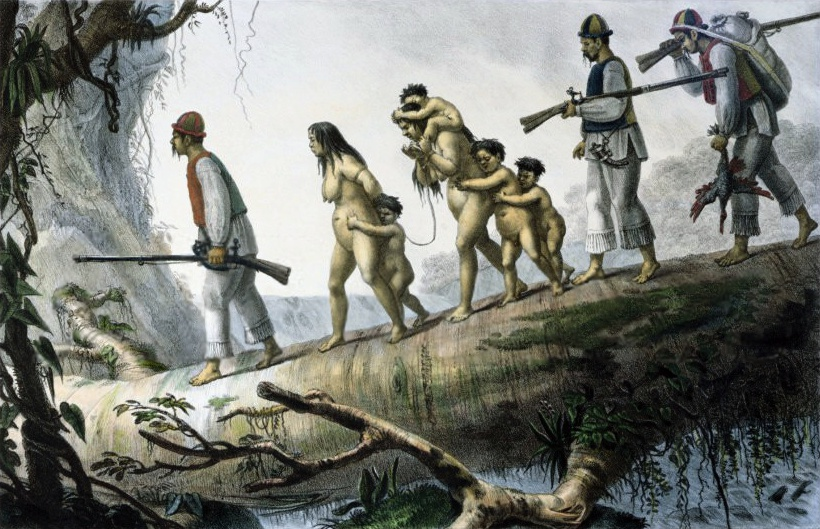
Família guarani capturada por caçadores de índios no Paraná, tela de Jean Baptiste Debret de 1830

No século XVII, fundaram os jesuítas portugueses uma Casa de Missão em Superagui (litoral norte da baía de Paranaguá), donde passaram a partir catequistas até a região de Laguna. Os jesuítas conseguiram estabelecer-se em Paranaguá, porém alguns anos mais tarde (1759), os padres da Companhia de Jesus foram expulsos dos territórios portugueses.

## Carijós
Estes índios eram no início muito altivos e orgulhosos de sua liberdade. O trabalho dos jesuítas no seu meio predispôs os mesmos a entrarem em contacto com os portugueses. Domingos Peneda, vindo do Rio de Janeiro, foi o primeiro a conseguir levar alguns carijós até aquela cidade. As câmaras municipais de São Vicente e Santos protestaram por essa intromissão em suas terras e declararam guerra ao indígena carijó (1585), sob alegação de vingar insultos feitos aos portugueses. Na realidade, os portugueses do litoral paulista queriam mão-de-obra escrava para suas fazendas e os carijós pareciam ser a melhor solução. Foram então aldeados muitos deles e levados para trabalharem na lavoura de São Paulo.
Com a descoberta do ouro no litoral paranaense, formaram-se Companhias de Índios das Minas. Os carijós foram explorados ao máximo na cata de ouro do litoral. Os outrora orgulhosos e valentes homens de arco (guerreiros) transformaram- se em índios administrados, isto é, praticamente escravos. Aprenderam a lavrar ouro na baía de Paranaguá e em consequência foram levados pelos paulistas até Goiás. Aí muitos deles fugiram das bandeiras e internaram-se nos sertões do Araguaia, vindo a formar a conhecida tribo dos canoeiros (habilidade adquirida na baía de Paranaguá). Os carijós tiveram lugar de destaque nas guerras do Prata contra os espanhóis, desempenhando importante papel na anexação do Rio Grande do Sul ao Império Colonial Português. Em São Paulo, devido ao grande número de índios oriundos do litoral paranaense, a palavra carijós passou a ser sinônimo de índio.
No início do século XVII, calculava-se em 200.000 os carijós que dominavam o território que ia do Superagui até Laguna em Santa Catarina. Os remanescentes desta valorosa tribo incorporaram-se à população litorânea. Ainda hoje é possível detectar, na fisionomia do caiçara do litoral, traços fisionômicos dos carijós.

## Atalaia
Com a expulsão dos jesuítas no território brasileiro, nenhuma ordem religiosa interessou-se pelos indígenas. A chamada catequese e a civilização ficaram completamente abandonadas por quase setenta anos. Foi somente em 1810, quando do início da ocupação dos Campos de Guarapuava, que o missionário curitibano Francisco das Chagas Lima foi nomeado catequista, por Carta Régia do príncipe João. O padre Chagas e o comandante da expedição Diogo Pinto de Azevedo Portugal deram início a povoação que chamaram de Atalaia.
O primeiro grupo de índios kaingangue (coroado) atraídos, foi o grupo chefiado pelo cacique Luís Tigre Gacon. O Príncipe Regente D. João concedeu então uma sesmaria, como terra dos índios. Gacon era um chefe enérgico e mantinha rígida disciplina sobre seus comandados. Entre o novo comandante Antonio da Rocha Loures e o padre Chagas, surgiram divergências. O catequista era contrário à convivência entre soldados e índios, pois estes últimos eram considerados ingênuos em suas atitudes. Apesar desta posição do padre, o comandante resolveu que os índios deveriam ser militarizados, o que implicaria na sua convivência com a soldadesca.
Em 1819, o padre Chagas resolveu abandonar Atalaia e para tanto escolheu uma nova sede para o povoado, numa planície, há uns nove quilômetros ao norte de Atalaia. Surgia dessa forma, a localidade de Nossa Senhora de Belém de Guarapuava.
A guarnição de soldados também foi para Belém, deixando o cacique Gacon e seus catecúmenos expostos à voracidade de seus inimigos, que habitavam as matas próximas. Em 1825, aproximadamente 200 índios inimigos assaltaram Atalaia, queimaram tudo e mataram Gacon, com mais de 27 de seus seguidores.
Em 1828, os que sobraram desses índios de Gacon foram para os ainda incultos Campos de Palmas, deslocando-se posteriormente para o Rio Grande do Sul. Mais tarde voltaram esses índios para Palmas, dando início ao aldeamento do mesmo nome.

## São Pedro de Alcântara
Até o ano de 1850, os partidários do estrategismo imperial brasileiro já estavam preocupados porque não existia uma comunicação por terra com a província de Mato Grosso. A via que o Império do Brasil utilizava era feita por rio e por mar, através dos rios Paraná, Uruguai e Paraguai. Assim que o Paraguai ameaçou invadir o Brasil, o homem de maior prestígio daquela época, na Quinta Comarca de São Paulo, o futuro Barão de Antonina, cujo nome completo era João da Silva Machado, pretendeu, ao lado das autoridades, abrir um caminho terrestre, conectando o porto de Antonina e a região fitogeográfica dos Campos Gerais com a então vizinha Província de Mato Grosso.
Como condição do enfrentamento da problemática, o Barão de Antonina ganhou atração para trabalhar em seu lugar a experiência do sertanista mineiro Joaquim Francisco Lopes. Em 1847, o desbravador fez explorações com o arrojo de suas expedições das vias fluviais entre o rio Tibagi e Mato Grosso. Contatou os indígenas, sempre estando à procura de começar uma ligação solidamente amistosa.
Foi conseguido pelo Barão de Antonina na Corte Imperial do Rio de Janeiro que fosse criado uma colônia militar às margens do rio Tibagi. Para o efetivo de fundar a colônia, a recomendação prudente era trabalhar com o fato de se aproximar do indígena. O sertanista Joaquim Francisco Lopes fez a entrega do aldeamento a ser dirigido pelo frei Timóteo de Castelnuovo. Pouco depois ocorreu a fixação da sede do aldeamento na margem esquerda do rio Tibagi.
No começo, a população do aldeamento, abandonado com frequência pelos nativos, era de 78 indígenas. A solenidade de inauguração ocorreu em 1856. O nome recebido pelo aldeamento foi São Pedro de Alcântara, que homenageava o chefe de Estado do Império do Brasil.
Como condição de favorecimento de comunicar a região por terra, a ordem dada pelo Barão de Antonina era abrir uma picada, a partir da fazenda de São Jerônimo, até o local onde teve início a viagem por mar do rio Tibagi. O sertanista Joaquim Francisco Lopes e certos africanos, a serviço da nação, foram os que executaram a abertura da picada e os primeiros colonizadores da região. Próximo ao aldeamento indígena, ocorreu a fundação da Colônia Militar do Jataí. Tanto o aldeamento como a colônia exerceram a relatividade do desempenho na época da Guerra do Paraguai (1864-1870). Tanto o aldeamento como a colônia deram facilidade para que o contingente do Exército Imperial Brasileiro permanecesse, cujas tropas faziam uma viagem de deslocamento para aquele lugar. A revelação dos indígenas era de que eles entendiam de andar de canoa pelo rio Tibagi, tornando fácil desse modo o transporte e as comunicações.
Depois da Guerra do Paraguai, o plano de conexão de Mato Grosso com o Oceano Atlântico pelo território do Paraná teve seu abandono. Consequentemente, a Colônia Militar do Jataí não progrediu como desejava. A colônia foi emancipada da tutela do regime militar apenas em 1896 e é atualmente a cidade de Jataizinho. Com o passar do tempo, o aldeamento indígena teve anexação com a colônia do Jataí. Mesmo assim, ambos os núcleos foram os centros mais antigos a serem colonizados no Norte do Paraná.

## São Jerônimo
Os indígenas causavam incômodo com frequência aos fazendeiros das regiões de Guarapuava e Palmas. Para se vingar, os inimigos sofreram ataque de um grupo de indígenas sob liderança do cacique Viri em 1856. O cacique defendia os fazendeiros e eram pertencentes ao líder indígena somente certas dezenas de guerreiros, mas que carregavam em seus braços suas próprias armas de fogo. O cacique Viri promoveu a derrota dos inimigos dos fazendeiros. O destino de partida dos sobreviventes era Mato Grosso, mas eles ficavam muito doentes e inclusive famintos. Os sobreviventes chegaram de volta ao Paraná e fizeram o pedido de que se abrigassem no aldeamento do qual era diretor um religioso denominado frei Timóteo de Castelnuovo. Porém ali estavam montados as barracas do acampamento do grupo étnico indígena caiuá, que não eram seus amigos tradicionalmente, ao contrário, eram seus inimigos de longa data.
Os indígenas inimigos tiveram saída com insatisfação de São Pedro de Alcântara e realizaram o assalto do aldeamento indígena em 1858 a fazenda de São Jerônimo que ficava numa distância aproximada de 70 quilômetros de Jataí, cujo proprietário foi o Barão de Antonina. Os inimigos realizaram o roubo da totalidade dos utensílios que eram de seu interesse e foram exigidos do administrador as ferramentas em sua totalidade, ameaçando de morte.
O governo provincial realizou o envio de um destacamento para a região, no entanto, a solução dada pelo Barão de Antonina foi o enfrentamento do problema de maneira tranquila. O dono do título nobiliárquico fez a doação da fazenda de São Jerônimo ao poder executivo do Império do Brasil, com o objetivo de que no local se organizasse um aldeamento para ser a futura morada dos caingangues. Esta providência deixou em paz os tradicionais inimigos do grupo étnico indígena dos caiuás.
O sertanista Joaquim Francisco Lopes realizou a organização do aldeamento e o mesmo teve sua fundação datada de 1859. O aldeamento de São Jerônimo exerceu o desempenho de uma importante função, como estratégia do ponto de apoio na época em que ocorreu a Guerra do Paraguai. Em 1864, a população da fazenda de São Jerônimo era contada da seguinte forma em quatro idades e sexos:
| Idade e sexo       | População |
| ------------------ | --------- |
| Adultos masculinos | 93        |
| Adultos femininos  | 82        |
| Menores masculinos | 74        |
| Menores femininos  | 94        |
| Total              | 346       |

## Paranapanema
No ano de 1855, o desejo do Barão de Antonina era a criação de um aldeamento às margens do rio Paranapanema, para o favorecimento da comunicação com a então vizinha província de Mato Grosso. Este seria uma espécie de obrigação de entreposto que ligasse Jataí ao Mato Grosso. A escolha do local que era para ser a sede do aldeamento seria a localização geográfica da antiga redução jesuítica de Nossa Senhora de Loreto. Mas a insalubridade do solo da região não permitiu a consolidação do aldeamento.
No ano de 1862, foi feita a escolha do local para ser a nova sede sob indicação do topógrafo J.H. Helliot, numa distância aproximada de 130 quilômetros do aldeamento de São Pedro de Alcântara. No local em que o topógrafo estrangeiro escolheu era a antiga localização geográfica da redução jesuítica de Santo Inácio Mini. O novo aldeamento passou a ser chamado com a denominação de Paranapanema e pertencia ao grupo étnico indígena caiuá.
A existência deste aldeamento durou apenas poucos anos e teve sua extinção decretada em 1878. A maior parte dos migrantes indígenas se transferiu com seus próprios pertences para o aldeamento de São Pedro de Alcântara.

## Chagu
No ano de 1858, a pretensão do governo brasileiro era a realização de abrir uma picada que servisse de ligação pelo interior da Província do Paraná entre a Província de São Pedro do Rio Grande do Sul e a Província de Mato Grosso.
Foi concebido o plano de fundação, numa distância de 140 quilômetros a oeste da cidade de Guarapuava, de um aldeamento indígena ao lado de uma colônia militar cujo modelo a ser seguido foi o da Colônia Militar de Jataí. A pretensão foi a transferência dos indígenas de Palmas e do Chapecó para ter sua morada definitiva neste aldeamento. Além disso, existiam indígenas espalhados na região de Guarapuava. No ano de 1858, houve a autorização de que fosse fundado o aldeamento indígena. O governo imperial brasileiro nomeou como diretor o sertanista Joaquim Antônio de Morais Dutra, porque o motivo da recompensa era de que, pouco antes, o futuro dirigente do aldeamento indígena comprovou que o rio Goyo-en (Uruguai) era sempre navegável.
Embora o governo realizava as despesas no aldeamento do Chagu, ninguém levantou nenhuma casa, nenhum índio ali morava. Por parte dos indígenas de Palmas e Chapecó houve a negação categórica de que eles mesmos fossem transferidos para Chagu. No ano de 1861, o aldeamento de Chagu teve sua extinção decretada.

## São Tomás de Papanduva
No caminho das Tropas que servia de ligação entre o Paraná e o Rio Grande do Sul, a mais perigosa insegurança do trecho ficava entre o registro de Rio Negro e Curitibanos. O caminho servia como travessia da região da mata de araucárias, que pertencia ao grupo étnico indígena xoclengue (botocudo).
Estes indígenas sobressaltaram de forma constante as populações de Guaratuba, São José dos Pinhais, Rio Negro e outros núcleos. Além disso, houve a demanda das tropas vindas do Rio Grande do Sul. Com o objetivo de atração e catequização destes indígenas, foi determinada a criação no ano de 1876 do aldeamento de São Tomás de Papanduva. A organização do aldeamento é de autoria do sertanista Joaquim Francisco Lopes. Mas o governo da Província do Paraná, por motivos econômicos, decretou a extinção do aldeamento no ano de 1877. O aldeamento de São Tomás de Papanduva foi criado suficientemente para que no local seja construída a cidade de Papanduva, no atual estado brasileiro de Santa Catarina.

## Palmas
Nos anos 40 do século XIX, quando a solução dos paranaenses era a ocupação dos campos de Palmas, os paranaenses deram de encontro na região com o grupo étnico indígena caingangue, cujo chefe principal era o pai-bang (cacique) Viri. Era o mesmo grupo que havia deixado em abandono a povoação e praticado o cometimento de ataques no Rio Grande do Sul, daí se estabeleceu finalmente em Palmas. O cacique, ajudando o povo do qual era comandante, fez a proposta de defesa da nova povoação contra os indígenas inimigos que atacavam.
O cacique Vaitom, que demonstrava desgosto contra os fazendeiros brancos presentes, fez a proposta de liquidação de Viri contra os mesmos. Mas este cacique teve fidelidade ao fato de se comprometer com os fangs (cristãos). O desejo de vingança do cacique Vaitom investiu o ataque contra os guerreiros de Viri. A maioria dos indígenas perdeu a vida numa batalha, mas o grupo dos homens de arco de Viri alcançou a vitória.
Depois de ser criada a Província do Paraná, a visita do cacique Viri ao primeiro presidente da mais nova província do Império do Brasil, Zacarias de Góis e Vasconcelos, teve como objetivo a solicitação de instrumentos agrícolas, tecidos, além de entregar um de seus descendentes que estava com uma família em Palmas. Seu atendimento foi prontificado. Para a cativação do cacique Viri, o governo deu a concessão do título honorífico de capitão e a permissão da utilização de um fardamento, incluindo a concessão de subvenção mensal.
Os caciques Viri e Condá começaram a brigar entre si. Condá se retirou, por certos meses, para São Paulo. Na volta, seus indígenas não tinham mais o desejo de dar obediência a Condá e sim a Viri. Tinham costume com o mesmo. Com os fazendeiros interventores, que tiveram interesse em manter a paz entre os caciques, a decisão feita foi a partida de Condá com os seus para o Chapecó, enquanto da permanência de Viri em Palmas.
Há muitos anos, os indígenas de Palmas e do Goyo-en do Rio Grande do Sul brigavam muito entre si. Estes últimos, em 1859, cometeram o assassinato do cacique Jacinto, que descendia de Condá e um de seus companheiros. Condá e Viri promoveram a união de justiça a ser feita com as suas próprias mãos. O destino de partida dos guerreiros de Condá e Viri foi a cidade gaúcha de Nonoai. O que o diretor deste aldeamento fez era a prisão e a transferência de certos assassinos para a cidade de Porto Alegre, para julga-los. Condá e Viri tiveram satisfação, para que não ocorra desta forma, novamente, mais uma guerra, como ocorreu outras vezes anteriores. O fato de que o pai-bang foi o colaborador teve importância para a concretização dos colonizadores brancos a ocupar os campos de Palmas.

## Período republicano
Depois da Proclamação da República no Brasil, em 1889, as unidades da federação começaram a ser responsáveis tanto pela política indigenista como poderiam dominar e serem proprietários das terras devolutas. Nas terras devolutas estava a localização da maioria dos indígenas que se espalhavam pelo interior do Brasil.
Mas as administrações estaduais nem sempre tiveram a preocupação com a defesa do direito de terra indígena. Deste modo, foi considerada a diminuição das terras indígenas e de modo frequente os intrusos, os posseiros e outros se apoderaram delas mesmas no quesito ocupação.
Para a coordenação da política indigenista no Brasil, pelo governo federal foi criado no ano de 1910 o Serviço de Proteção ao Índio (SPI). No ano de 1967, quem substituiu o SPI foi a Fundação Nacional do Índio (FUNAI). O Paraná e mais os estados brasileiros de São Paulo, Santa Catarina e Rio Grande do Sul estão localizados sob a jurisdição da Quarta Delegacia da FUNAI, que tem sede em Curitiba. Atualmente no Brasil, a população indígena é de 294 131 pessoas, dos quais 51 961 vivem nos estados da Quarta Delegacia, cuja distribuição é feita da seguinte forma:
| Unidade federativa | Nº de índios | %     |
| ------------------ | ------------ | ----- |
| Paraná             | 25 915       | 35,0% |
| São Paulo          | 41 794       | 5,8   |
| Santa Catarina     | 16 041       | 19,0  |
| Rio Grande do Sul  | 32 989       | 40,2  |
| Total              | 51 961       | 100   |

Existem 25.915 indígenas em território paranaense. A porcentagem desta população indígena é de 0,2 da população indígena do Brasil. A localização da população indígena paranaense está espalhada nas que hoje podemos chamar de terras indígenas, cujos dados podem ser encontrados clicando aqui. Os principais grupos étnicos indígenas do Paraná são os caingangues, da nação macro-jê, e os guaranis e os xetás, da nação tupi.

## Terras indígenas
As terras indígenas no Paraná:
| Terra indígena        | Etnia                         | Área (ha)   | Categoria                | Situação jurídica | Município                                   |
| --------------------- | ----------------------------- | ----------- | ------------------------ | ----------------- | ------------------------------------------- |
| Apucarana             | Kaingang                      | 5.574,9450  | Tradicionalmente ocupada | Regularizada      | Londrina                                    |
| Apucarana - Reestudo  | Kaingang                      | -           | Tradicionalmente ocupada | Em estudo         | Londrina                                    |
| Araçai (Karuguá)      | Guaraní                       | -           | Tradicionalmente ocupada | Em estudo         | Piraquara                                   |
| Avá-Guarani do Ocoí   | Guarani Kaiowá                | 231,8870    | Reserva Indígena         | Regularizada      | São Miguel do Iguaçu                        |
| Barão de Antonina     | Kaingang                      | 3.750,7220  | Tradicionalmente ocupada | Regularizada      | São Jerônimo da Serra                       |
| Boa Vista             | Kaingang                      | 7.336,3308  | Tradicionalmente ocupada | Declarada         | Laranjeiras do Sul                          |
| Cerco Grande          | Guaraní                       | 1.390,0000  | Tradicionalmente ocupada | Delimitada        | Guaraqueçaba                                |
| Faxinal               | Kaingang                      | 2.043,8948  | Dominial Indígena        | Regularizada      | Cândido de Abreu                            |
| Herarekã Xetá         | Xetá                          | 2.686,0000  | Tradicionalmente ocupada | Delimitada        | Ivaté                                       |
| Ilha da Cotinga       | Guaraní                       | 1.701,2020  | Tradicionalmente ocupada | Regularizada      | Paranaguá                                   |
| Ivai                  | Kaingang                      | 7.306,3478  | Tradicionalmente ocupada | Regularizada      | Pitanga/Manoel Ribas                        |
| Kaaguy Guaxy Palmital | Guaraní                       | -           | Tradicionalmente ocupada | Em estudo         | União da Vitória                            |
| Laranjinha            | Guaraní/Kaingang              | 284,2412    | Tradicionalmente ocupada | Regularizada      | Santa Amélia/Abatiá                         |
| Mangueirinha          | Guaraní/Kaingang              | 16.375,7600 | Tradicionalmente ocupada | Regularizada      | Mangueirinha/Coronel Vivida/Chopinzinho     |
| Marrecas              | Kaingang                      | 16.838,5694 | Dominial indígena        | Regularizada      | Turvo/Guarapuava                            |
| Palmas                | Kaingang                      | 3.800,8794  | Tradicionalmente ocupada | Regularizada      | Palmas                                      |
| Pinhalzinho           | Guaraní                       | 593,3720    | Reserva Indígena         | Regularizada      | Tomazina                                    |
| Queimadas             | Kaingang                      | 3.077,7602  | Tradicionalmente ocupada | Regularizada      | Ortigueira                                  |
| Rio Areia             | Guaraní                       | 1.352,3784  | Tradicionalmente ocupada | Regularizada      | Inácio Martins                              |
| Rio das Cobras        | Guaraní/Kaingang              | 18.681,9806 | Tradicionalmente ocupada | Regularizada      | Nova Laranjeiras/Espigão Alto do Iguaçu     |
| Sambaqui              | Guaraní                       | 2.795,0000  | Tradicionalmente ocupada | Delimitada        | Pontal do Paraná                            |
| São Jeronimo          | Xetá/Guaraní/Kaingang         | 1.339,3364  | Tradicionalmente ocupada | Regularizada      | São Jerônimo da Serra                       |
| Tekohá Añetete        | Guaraní                       | 1.774,7063  | Reserva Indígena         | Regularizada      | Diamante D´Oeste                            |
| Tekoha Guasú Guavirá  | Guarani Nhandeva              | 24.028,0000 | Tradicionalmente ocupada | Delimitada        | Guaíra/Altônia/Terra Roxa                   |
| Tekoha Itamarã        | Guarani Nhandeva/Guarani Mbya | 242,0000    | Reserva Indígena         | Regularizada      | Diamante D´Oeste                            |
| Tibagy/Mococa         | Kaingang                      | 859,9098    | Tradicionalmente ocupada | Regularizada      | Ortigueira                                  |
| Yvyporã Laranjinha    | Guarani Nhandeva              | 1.238,0000  | Tradicionalmente ocupada | Declarada         | Cornélio Procópio/Ribeirão do Pinhal/Abatiá |